# Impressionisme

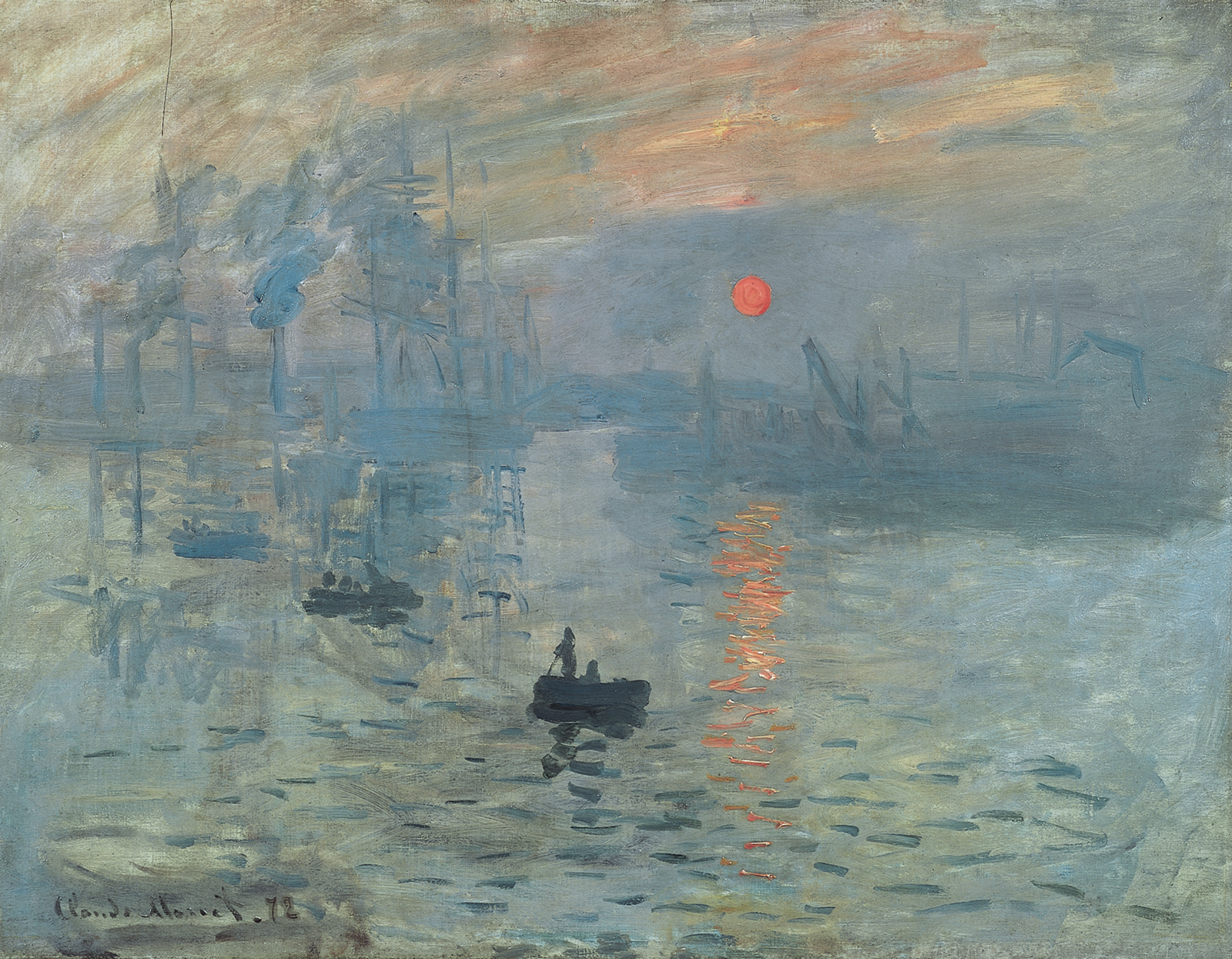
Impressió: sol naixent, obra que donà nom al moviment impressionista.

L'impressionisme és un moviment pictòric, nascut a França, que es va manifestar sobretot de 1874 a 1886 i que va marcar la ruptura de l'art modern amb l'academicisme. Encara que el terme impressionisme s'aplica en diferents arts com la música i la literatura, el seu vessant més conegut, i aquell que en va ser el precursor, és el de la pintura. Destaca la seva tendència a recollir les impressions fugisseres, la mobilitat dels fenòmens més que l'aspecte estable i conceptual de les coses. És a dir, si els seus antecessors pintaven formes amb identitat, els impressionistes pintaran el moment de llum, més enllà de les formes que hi són a sota. El moviment va ser batejat per la crítica com a «impressionisme» amb ironia i escepticisme respecte al quadre de Monet Impressió: sol naixent. Sent diametralment oposat a la pintura metafísica, la seva importància és clau en el desenvolupament de l'art posterior, especialment del postimpressionisme i les avantguardes.

## Preàmbul
Des de la seva creació, sota el regnat de Lluís XIV a França, l'Acadèmia reial de pintura i d'escultura privilegiava l'ensenyament del dibuix, ja que aquest es podia definir en un cos de doctrina ben estructurat, per al qual la còpia dels models de l'escultura antiga constituïa la referència a l'ideal de bellesa. El color, considerat des d'Aristòtil com un accident de la llum, es prestava molt menys bé a una pedagogia estructurada. Tampoc era, en aquell temps, ensenyada al si de l'Acadèmia, sinó en tallers particulars.
Són els descobriments de la ciència els que, progressivament, van aportant un coneixement millor de la constitució de la llum blanca. La descomposició de la llum pel prisma de Newton (1642-1727) obrirà la porta a la teorització de les relacions de colors. Es crea així un marc conceptual que altres investigadors aprofundiran (Buffon, 1707-1788, sobretot).
Però, a França, encara, va ser el químic Chevreul (1786-1889) qui, pels seus treballs en la Fàbrica reial dels Gobelins, va aconseguir demostrar i quantificar les relacions dels colors per la seva llei del contrast simultani, de 1839: «En el cas on l'ull veu al mateix temps dos colors que s'afecten, els veu al més diferent possible» i la conseqüència d'aquesta llei: «Quan un dels dos colors és el complementari de l'altre, han de diferir més». Es toquen aquí les propietats organolèptiques dels colors.
El 1881, el físic americà Ogden Rood publica en francès l'obra Teoria científica dels colors, les seves aplicacions a l'art i a la indústria, apareguda en anglès dos anys abans.
Aquesta nova visió tindrà un impacte important sobre els científics i també sobre els artistes.
Els pintors refractaris als criteris de l'ensenyament acadèmic (la influència de Jean Auguste Dominique Ingres, 1780-1867, dibuixant incomparable, es manifesta sobre les sensibilitats del mitjà artístic de l'època) van deixar-se temptar per aquesta obertura en un àmbit fins aquí no dominat científicament. Experimentaran les oposicions de colors primaris i complementaris per exaltar la puresa dels colors i, així, donar un esclat més lluminós a les seves teles.
La barreja òptica a l'ull reemplaçarà la barreja dels pigments sobre la paleta (sobretot en els neoimpressionistes). El color, amb aquests pintors, accedia a la primacia dels mitjans de creació. És per la juxtaposició dels colors purs en tocs fragmentats que volien aconseguir crear allò que, fins llavors, només s'esperava del dibuix: la composició, el volum, la perspectiva, la traducció de les emocions.

## Representants
- Claude Monet (1840-1926), fundador i membre històric del grup impressionista.
- Pierre-Auguste Renoir (1841-1919), fundador i membre històric del grup impressionista.
- Francesco Filippini (1841-1870), precursor, fundador dels impressionistes italians.
- Édouard Manet (1832-1883), mai va pertànyer al grup impressionista.
- Paul Cézanne (1839-1906), fundador i membre històric del grup impressionista.
- Edgar Degas (1834-1917), membre fundador i històric del grup impressionista.

## Història

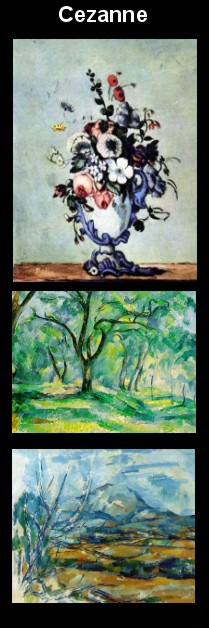
Cézanne

Els impressionistes havien tingut un precedent en Camille Corot i en l'Escola de Barbizon.
Corot va tenir un important paper en la formulació de l'impressionisme, perquè va renunciar a molts dels recursos formals renaixentistes i preferí concentrar la seva atenció en espais més plans i més senzills, en superfícies més lluminoses. I encara que, a diferència dels impressionistes, mai no va arribar a fragmentar la llum en els seus components cromàtics, i sempre va organitzar i va simplificar les seves formes per aconseguir una certa composició clàssica, també va usar amb freqüència una elevada clau tonal, així com, en termes generals, una frescor i una espontaneïtat noves en el Saló oficial.
D'altra banda, quan l'Escola de Barbizon i, en particular, Rousseau i Daubigny, van adoptar la pintura a l'aire lliure (Rousseau havia començat ja a començaments de 1827), l'anecdotisme va iniciar el seu declivi definitiu progressant en el seu lloc, ràpidament, l'il·lusionisme i l'estudi de la llum.

## Inicis

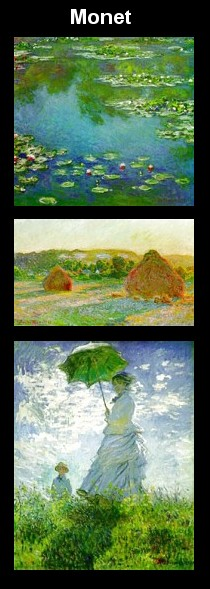
Monet

Anteriorment a l'impressionisme, el marc artístic era dominat per un eclecticisme, al qual va respondre la generació de les ruptures estilístiques, una sèrie de ruptures que donaran personalitat pròpia a l'art contemporani. La primera d'aquestes o, si es prefereix, el seu preàmbul, és l'impressionisme, un moviment resultant d'una evolució prolongada que col·locà definitivament el segle xix sota el signe del paisatge i la recerca d'un llenguatge nou basat en un naturalisme extrem.
La major part de la generació impressionista va néixer entre 1830 i 1844, però no es van trobar a París fins a la dècada del 1860. L'esdeveniment decisiu no va esdevenir fins al 1869, quan Pierre-Auguste Renoir i Claude Monet van pintar junts a La Grenouillère —restaurant de banys sobre el Sena que era freqüentat per la petita burgesia parisenca—, sens dubte l'any més important per al moviment impressionista. Va ser allà on ambdós van descobrir que les ombres no són brunes ni negres, sinó acolorides en la seva perifèria, i que el color local dels objectes queda modificat per la llum que els il·lumina, per reflexos d'altres objectes i per contrasts de colors juxtaposats.
Els dos pintors van començar a usar, amb creixent freqüència, colors purs i sense barreja, sobretot els tres colors primaris i els complementaris, i a prescindir de negres, bruns i tons terrosos. Van aprendre també a manejar la pintura més lliurement i solta, sense tractar d'ocultar les seves pinzellades fragmentades, i la llum es va anar convertint en el gran factor unificador de la figura i el paisatge.
A finals del 1869, els principals pintors impressionistes ja es coneixien bé els uns als altres. El Cafè Guerbois, a la Rue de Batignolles, prop del taller d'Edouard Manet (que sembla que, en aquell moment, era la personalitat dominant), es va convertir en la caserna general d'aquest cercle artístic. L'actitud de solidaritat dels impressionistes a començaments dels anys 1870 s'expressa d'una manera molt reveladora en alguns retrats de grup, com el de Fantin-Latour (Taller al barri de Batignolles, 1870) o el de Bazille (El taller de l'artista a la Rue de la Condamine, 1870).
Per primera vegada, durant la guerra francoprussiana, els impressionistes han de separar-se: Renoir i Manet van romandre a París; Bazille va morir al front i Monet i Camille Pissarro van coincidir a Londres, on van conèixer Durand-Ruel (1831-1922), d'ara endavant el marxant «oficial» del grup. De fet, el 1873, Durand-Ruel es mostrava ja prou segur d'ells com per preparar un catàleg complet amb les existències de la seva galeria, que no va arribar a publicar-se. I tenia raons per estar-ho.

## Floriment i primera exposició

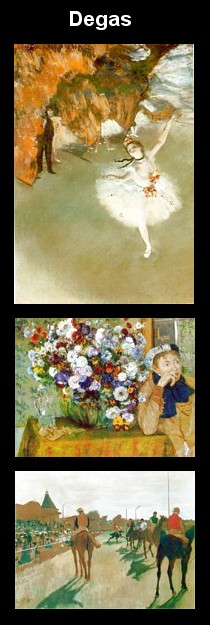
Degas

El 1873 marcà un gir característic de l'impressionisme: el pas de la fase preparatòria a la fase de floriment. Els tempteigs estaven oblidats i el treball avançat. Camille Pissarro i Monet havien fet, a Londres, estudis d'edificis embolicats en boires; Alfred Sisley, encara més vaporós, se'ls havia avançat per aquest camí; Renoir es trobava, de moment, sota la total influència de Monet; i Edgar Degas començava a tractar els tutús de les seves ballarines de la mateixa manera que Monet o Renoir les flors del camp.
Els impressionistes, incloent-hi Berthe Morisot, eren ja conscients de formar un grup i de tenir iguals objectius a defensar. La seva primera aparició pública com a tal s'estava forjant. A fi de pesar més als ulls del públic, van intentar atreure's altres artistes i van fundar una Societat Anònima de pintors, escultors i gravadors que, per fi, el 1874, va aconseguir organitzar una mostra als salons del fotògraf Nadar. En total, hi van participar trenta-nou pintors amb més de cent seixanta-cinc obres, de les quals deu eren de Degas, la major aportació individual del grup, i entre les quals estava la ja famosa Impressió: sol naixent de Monet que, burletament esmentada pel crític Louis Leroy, va donar nom al grup.
Econòmicament, l'exposició va ser un desastre, però va aconseguir donar cohesió als impressionistes i va servir de precedent per a empreses més afortunades futures. Dos anys més tard, van obrir una nova mostra, i després, el 1877, una tercera. Tanmateix, el públic no hi cessava en la seva hostilitat i, fins al 1879, el nombre de visitants no va créixer.
L'èxit hi havia d'arribar, lent però segur, encara que serà precisament l'èxit del grup el que posarà fi a aquestes mostres col·lectives.

## Dissolució

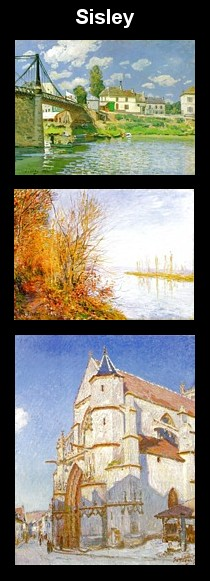
Sisley

A finals d'aquella dècada, els impressionistes van començar a disgregar-se, a tenir dubtes, a trobar que el seu joiós art era insuficient.
En realitat, és una mica desconcertant que el moment d'apogeu d'aquest nou estil durés tan poc temps. Es pot adduir que, evidentment, després d'una lluita tan llarga, els impressionistes van poder adonar-se que havien creat i desenvolupat un nou idioma vàlid i original, i continuar, en conseqüència, durant molts anys, traient les deduccions dels seus descobriments.
Però el cert és que, en termes generals, no ho van fer així. Clark hi troba una explicació en les limitacions inherents a un estil que tracta de transcriure simplement la naturalesa, i el cert és que els pintors van arribar a adonar-se que es trobaven en un atzucac estilístic.
De sobte, van comprendre que tota la seva revolució havia consistit a posar els colors des del tub directament a la tela, sense passar per la paleta; però que, fora d'això, no havien inventat res que no s'hagués fet des de Giotto: pintar al més fidelment el que veien: una cara amb dos ulls si el model tenia dos ulls; un cavall d'un metre seixanta centímetres d'alçada si l'animal tenia aquestes mesures; un riu de dos-cents metres d'ample amb un pont de cinc arcs si el riu tenia dos-cents metres d'ample i cinc ulls el pont. Era bo que desapareguessin, deixant pas a l'expressionisme del segle xx: permetre als artistes tornar a les arrels de tot l'art: l'art africà.

## Mètode

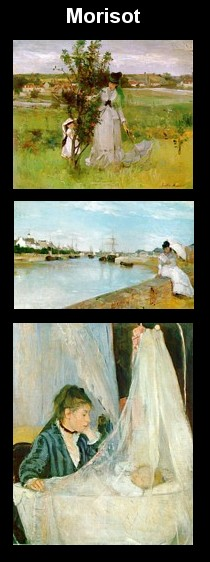
Morisot

En principi, els impressionistes sentien una profunda aversió per tota pintura que fos massa formal o estigués massa treballada. En cap moment, no van intentar portar a la tela conceptes romàntics com la profunditat, la solitud, el silenci o el misteri de la naturalesa, perquè creien que la missió de la pintura consistia sobretot a representar la naturalesa des del punt de vista òptic exclusivament.
La tradicional «llei de la mimesi» (la imitació de la realitat) va ser interpretada per ells amb una radicalitat sense precedents, i el que havia estat criticat per la majoria de les postures estètiques del passat (la captació purament aparent de la realitat) es va erigir en credo absolut per a l'impressionisme.
La representació artística, segons aquest moviment, no havia d'estar mediatitzada ni per la imaginació ni per la raó, sinó que tenia per únic objectiu traslladar a l'obra les impressions impregnades en els sentits i a la retina. En aquest sentit, l'impressionisme anava a defensar un art vinculat a l'aparença, desitjós de reflectir la temporalitat del fenomen i indiferent per complet a l'essència oculta de la naturalesa.
És impossible no veure l'alliberament que va suposar l'aparició de l'impressionisme i de les seves conseqüències immediates: pintar a l'aire davant el motiu, observar directament la natura, atorgar a la llum l'hegemonia que li correspon en el domini del visible, relativitzar tots els colors, abandonar la pintura de llegendes polsoses i tota ideologia directa, parlar de les aparences quotidianes que conformen l'experiència d'un públic urbà més ampli (festes, dies de camp, vaixells, dones al sol…)… 
Cap pintor anterior no s'havia atrevit a tant. Una pintura impressionista és, alhora, més precisa i més vaga, que qualsevol altra pintura que hàgim vist anteriorment. En aquesta, tot ha estat més o menys sacrificat en nom de la precisió òptica dels seus colors i tons. L'espai, les mesures, l'acció (la història), la identitat, tot queda submergit sota el joc de la llum. I sorprenentment, tot pot deduir-se d'una simple afirmació que Monet va fer en diverses ocasions: «El motiu és per a mi del tot secundari; el que vull representar és el que existeix entre el motiu i jo».
El que hi ha canviat és fonamental. Abans, l'espectador entrava a la pintura perquè el seu marc o les seves vores eren el llindar. La pintura en qüestió creava el seu temps i el seu espai propis i l'experiència d'aquests romania inalterable, i podia ser viscuda una vegada i una altra. Però l'impressionisme va tancar aquell temps i aquell espai, i el que en realitat l'espectador rep del quadre es pren del que succeeix entre ell i la pintura perquè dins d'aquesta no succeeix res.

## Tècnica
La postura tradicional ensenya que, quan la fotografia va aconseguir la plasmació real dels objectes, l'impressionisme va pretendre la representació des d'una nova tècnica: l'abandonament de la paleta de colors barrejats per usar colors purs que es juxtaposen a la retina de l'espectador. Però això és fals. L'impressionisme va barrejar sovint el color a la paleta, el va elaborar, el va preparar, i llavors el va aplicar a la tela amb la prèvia interpretació de l'autor i amb l'aportació exterior de la sensibilitat de cada espectador, perquè del que es tractava, entre altres coses, era de descompondre la forma en pinzellades amples i escarides, que necessitaven forçosament la participació del que mira.
Els tres problemes clau de l'impressionisme han estat la llum, l'espai i el moment. L'espai s'enfocava, sens dubte, d'una manera totalment nova: el Renaixement tenia, i havia llegat a la posteritat, un concepte dramàtic i escenogràfic de l'espai, però l'impressionisme tenia un concepte prenedor i totalitzador per a la captació, del qual era absolutament necessària la concurrència de la llum. Per a la nova representació, no s'havia d'acatar la regla del punt de fuga o de la unitat del quadre sota un punt, sinó que, en ser un espai total, captat d'una manera intel·lectual, es podia apreciar per un detall, per la relació de dos elements del quadre, per un enfocament diferent o per la gradació de la intensitat lluminosa. I és que la llum, sobretot, es va enfocar d'una manera revolucionària. Fins aquell moment, es tractava d'il·luminar, de pintar les coses a la llum i amb llum. Per als impressionistes, es tractava de pintar la llum i les coses en la llum, perquè aquesta és l'element essencial que embolica la matèria i, per això, resulta inseparable de qualsevol figura representada. Aquesta mateixa llum seria la que donaria la possibilitat de plasmar l'instant, la fugacitat, per la senzilla raó que les coses són diferents amb diferent llum.
Per això, va ser tan important l'impressionisme: va trencar definitivament la il·luminació directa que produeix el clarobscur i, amb això, va anul·lar tot el sentit dramàtic que fins ara imperava en l'art i del que tant havia abusat la pintura immediatament anterior. L'impacte de la ciència sobre els pintors va ser fonamental, sobretot en el camp de la investigació òptica i, en especial, referent als colors i a l'estructura de la llum.
Al seu torn, els impressionistes van treure també partit del descobriment que els colors complementaris juxtaposats, si s'usen en zones prou grans, s'intensifiquen de manera recíproca, mentre que, usats en petites quantitats es fonen, reduint-se a un to neutre.

## Influència japonesa
Els impressionistes demanen a l'art japonès suggeriments interns d'acord amb les seves pròpies recerques: una netedat nova, la claredat de les ombres, el gust per la síntesi, l'asimetria del plantejament, els seus escorços i vistes des d'un angle elevat, les seves figures desproveïdes d'eix, retallades a les vores, la tensió contrastada entre les superfícies clares i fosques, etc. I els temes. Com els artistes japonesos de l'Escola d'Hokusai, els pintors impressionistes s'entossudeixen a elegir els seus temes a partir de les coses que els envolten. Davant lacrimògens quadres socials, escenes edulcorades camperoles o agradables interiors burgesos d'un realisme ja domesticat, i enfront, també, de l'habitual pintura oficial d'històries moralitzants, l'impressionisme planteja la batalla sobre la noció encara apressant del tema, que ara es transforma en «motiu», i sobre l'afirmació absoluta de la independència creadora i la necessitat de l'artista, plantejada per Baudelaire, de pertànyer al seu temps, d'expressar la modernitat.

## Influència dels avenços tecnològics
Aquestes noves maneres de fer de l'Impressionisme les podem relacionar amb els avenços tecnològics de finals del segle xix. Per una banda podem destacar el primer procediment fotogràfic o heliogràfic inventat per Niépce sobre l'any 1824. També podem destacar l'invenció del ferrocarril, a finals del segle xviii. Per acabar, també destacarem el descobriment dels científics Chevreul i Rood la teoria dels colors, que diu que els tres colors primaris i els tres colors complementaris no existeixen per si mateixos sinó en relació amb els colors més pròxims. Abans, es parlava d'un art conceptual però, amb l'arribada de l'Impressionisme, aquest s'ha transformat en un art de les percepcions, basat en la pròpia experiència visual.
Aquest art ens parla d'una realitat mutable i transitòria. L'anhel per plasmar la llum i l'instat fugaç dels colors mutables no sorgeix perquè si. L'art ha fet un canvi degut a que es contempla d'una manera diferent: l'art ha passat a ser una experiència visual. Com ha sorgit aquest canvi en el llenguatge de l'art? Doncs, precisament, gràcies a aquests avenços que hem parlat abans. El ferrocarril va mostrar a la gent una nova dimensió: mirar per la finestra i contemplar aquest paisatge fugaç, mutable. Els impressionistes feien un mateix paisatge múltiples vegades captant la incidència de la llum a les diferents hores, captant la impressió fugitiva. L'art ja no depèn d'una ficció. Això no hauria estat possible si no fos per la fotografia, ja que aleshores es pensava que la fotografia plasmava la absoluta realitat (cosa que, amb els anys, s'ha anat demostrant que no és així). La teoria dels colors també va ser una clara influència, ja que en l'Impressionisme s'abandonarien les tonalitats fosques en les ombres i els espais acolorits es reduirien per tonalitats complementàries, oferint una dissonància cromàtica que defineix l'espai.

## Variants en l'estètica impressionista
No tots els pintors del grup van ser iguals i, ni de bon tros, fidelment ortodoxos respecte a l'estètica impressionista. Les sòlides estructures de llum i ombra d'Édouard Manet van ser realitzades majoritàriament en interiors, després de molts estudis preliminars, i tenen la dicció formal de l'art d'estudi, no la frescor de la pintura a l'aire lliure. L'atmosfera i el color local no eren, ni de bon tros, els seus objectius primordials, i quan representava el que sembla, a primera vista, un tema "impressionista" era capaç de carregar-lo amb tantes ironies i contradiccions, que arribava a entelar-ne tota la immediatesa.
Deixant a banda Berthe Morisot, el pintor del grup que més se li aproxima és Edgar Degas, amb una pintura difícil de comprendre per la seva aguda intel·ligència, les seves intrigants barreges de categories, les seves influències poc convencionals i, sobretot, la seva "fredor" tan pròpia, aquella objectivitat freda i precisa, que va ser una de les màscares del seu infatigable poder de deliberació estètica.
De fet, cap pintor del grup no és tan purament impressionista com Claude Monet. En la seva obra, el factor dominant és un clar esforç per incorporar la nova manera de visió, sobre tot el caràcter de la llum, mentre que la composició de grans masses i superfícies serveix únicament per establir certa coherència.
Per la seva part, Renoir és el pintor que ens convenç que l'estètica de l'impressionisme va ser, sobretot, hedonista. El plaer sembla la qualitat més evident de la seva obra, el plaer immediat i ardent que produeix en ell la pintura. Mai no es va deixar aclaparar per problemes d'estil i va arribar a dir que l'objecte d'un quadre consisteix simplement a decorar una paret i que, per això, era important que els colors fossin agradables per si mateixos.
Sens dubte, Camille Pissarro va ser el menys espectacular dels impressionistes, perquè és un pintor més tonal que essencialment colorista. Però, degà de l'impressionisme, hi va tenir un important paper com a consciència moral i guia artístic.
I, finalment, treballant de vegades amb Renoir i de vegades amb Monet, estava Alfred Sisley, influït per ambdós. Durant tota la seva vida, va seguir fidelment les directrius dels impressionistes, però mai no va arribar a abandonar "la cacera del motiu" i sempre es va deixar portar espontàniament, amb una facultat de comunicació directa, per un romanticisme subjacent i ple de poesia.

## Cronologia
ELS IMPRESSIONISTES